# Etnias (mural)
Etnias es un mural de 3000 metros cuadrados, pintado con pintura en spray y acrílico sobre muro, por el artista brasileño Eduardo Kobra entre julio y agosto de 2016. La obra está ubicada en el Boulevard Olímpico de Río de Janeiro, y su temática principal es la unión de los pueblos de la Tierra y la diversidad de las etnias de los cinco continentes. Kobra fue invitado por el Comité Organizador de los Juegos Olímpicos de Río de Janeiro 2016 y la Alcaldía de Río de Janeiro para colocar su obra con motivo de la justa deportiva. La obra fue inaugurada el 4 de agosto de 2016.
El artista fue invitado por el comité olímpico para realizar una obra de gran escala debido a los juegos. Kobra eligió un muro en el nuevo Boulevard Olímpico, en la zona del antiguo Almacén 3, en la Zona Portuaria de Río de Janeiro. Para su realización el artista contó con dos ayudantes, quienes pintaron hasta ocho horas al día debido a la premura por la entrega de la obra. Ocuparon 8 mil latas de pintura en aerosol, 100 galones de pintura en acrílico y 150 galones de esmalte sintético. Previamente la superficie fue resanada y pintada de blanco.
Esta obra se enmarca dentro de una serie llamada Mirando la paz, incluida junto a otros murales hechos por Kobra en distintos puntos del planeta.